# مورغان فيشر
مورغان فيشر (بالإنجليزية: Morgan Fisher)‏ هو فنان ومونتير وكاتب سيناريو أمريكي، ولد في 1942 في نيويورك في الولايات المتحدة.

## وصلات خارجية
- مورغان فيشر على موقع IMDb (الإنجليزية)
- مورغان فيشر على موقع قاعدة بيانات الفيلم (الإنجليزية)